# Gasselternijveenschemond Eerste Dwarsdiep
Gasselternijveenschemond Eerste Dwarsdiep est un hameau dans la commune néerlandaise d'Aa en Hunze, dans la province de Drenthe. Le hameau fait partie du village de Gasselternijveenschemond.
C'est un village-rue, le long d'un des multiples canaux (mond) dans les anciennes tourbières exploitées et défrichées de l'est de Drenthe.